# Tro Breizh

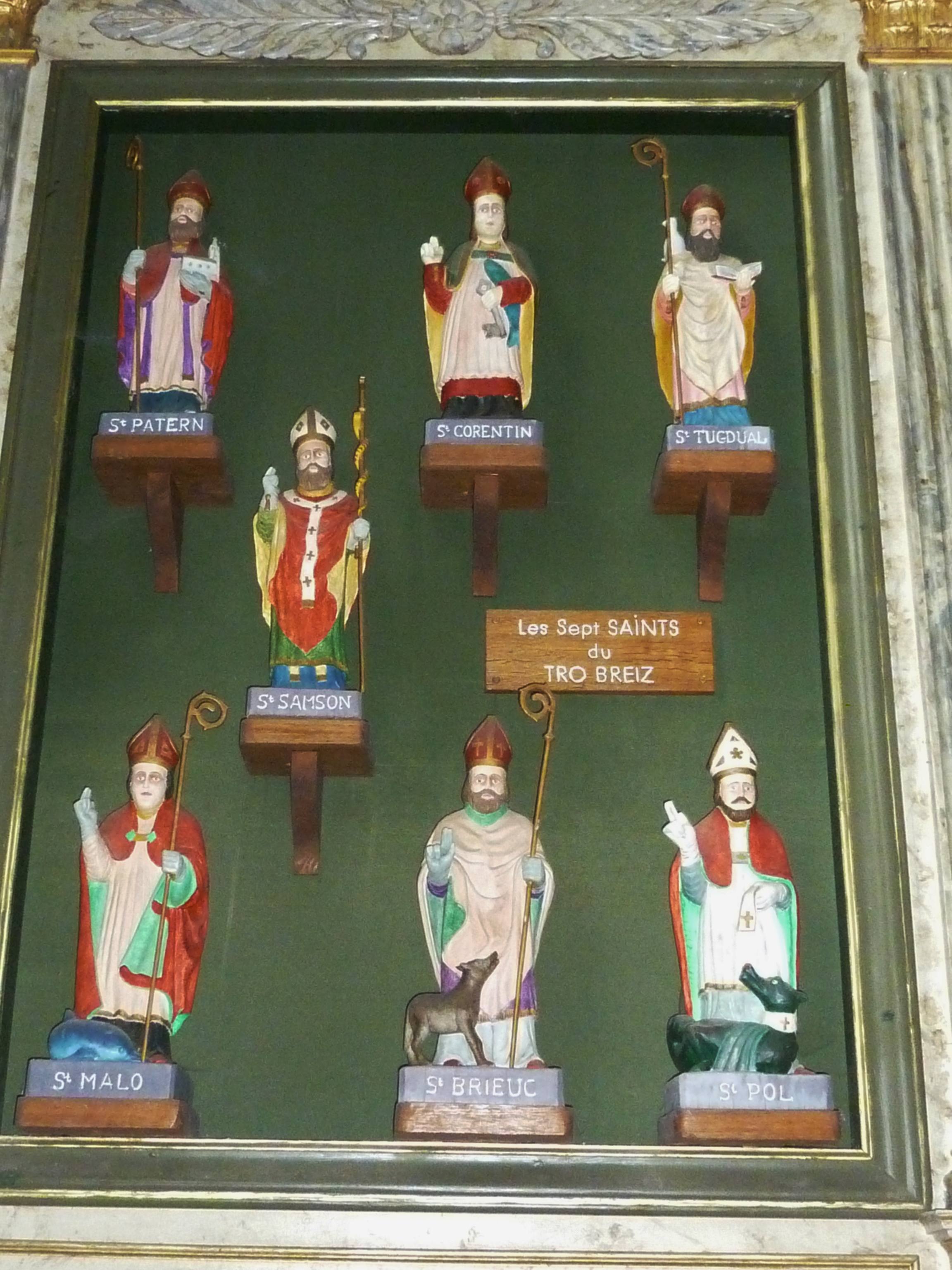
Saint-Pol-de-Léon: cappella di Notre-Dame du Kreisker, i Sette Santi del Tro Breizh

Il Tro Breizh o Tro Breiz (lett. "giro della Bretagna"; bret. tro "giro" + bret. Breizh, Breiz "Bretagna"), conosciuto anche come Pèlerinage des Sept-Saints de Bretagne ("Pellegrinaggio dei Sette Santi della Bretagna") è un pellegrinaggio che si snoda lungo un percorso di circa 600 km  attraverso le diocesi francesi di Quimper, Saint-Pol-de-Léon, Tréguier, Saint-Brieuc, Saint-Malo, Dol-de-Bretagne e Vannes

## Storia
La tradizione religiosa, che ha origini dal XV secolo, intende onorare i sette santi fondatori del Cristianesimo in Bretagna, vale a dire: San Corentino (patrono di Quimper), San Paolo Aureliano (patrono di Saint-Pol-de-Léon), San Tugdual (patrono di Tréguier), San Brioco (patrono di Saint-Brieuc), San Malo (patrono di Saint-Malo), San Sansone (patrono di Dol-de-Bretagne) e San Paterno (patrono di Vannes).
Secondo la credenza popolare, la partecipazione al pellegrinaggio garantisce l'accesso al Paradiso, specie se si baciano le tombe di tutti e sette i santi.
Il Tro Breizh vede la partecipazione di numerosi fedeli provenienti da tutto il mondo.